# Procoptodon
Procoptodon (прокоптодон) — рід викопних ссавців родини кенгурових з ряду кускусоподібні.

## Етимологія
Назва походить від лат. pro — «передній» грец. κόπτω — «рубати», грец. ὀδών — зуб, значення не було пояснено автором, сером Річардом Оуеном.

## Таксономія й біостратиграфія
Рід налічує 8 видів. Види Procoptodon відомі тільки з плейстоцену, будучи останніми й найбільш імпозантними з підродини Sthenurinae.
Procoptodon goliah — найбільший відомий кенгуру, що коли-небудь існував, у стоячому стані був близько 2 м.

## Морфологія
Прокоптодон характеризується надзвичайно глибоким, коротколицим черепом з очницями, спрямованими вперед, і сильно емальованими молярами. Задні кінцівки спеціалізовані: сильно подовжені, з дуже великим четвертим пальцем і рудиментарним залишком п'ятого. Це може непрямо вказувати на здатність тварин роду Procoptodon досягати чи підтримувати високу швидкість при стрибанні.